# 豊郷村 (栃木県)
豊郷村（とよさとむら）は栃木県の中部、河内郡に属していた村である。

## 地理
- 河川：田川、御用川

## 歴史
- 1889年（明治22年）4月1日 - 町村制施行により、関堀村、岩本村、上川俣村、下川俣村、海道新田村、岩曽村、竹林村、今泉新田の一部、大曽村、山本村、長岡村、瓦谷村、横山村が合併し河内郡豊郷村が成立する。
- 1949年（昭和24年）4月1日 - 大曽の一部が宇都宮市へ編入される。
- 1951年（昭和26年）
  - 6月1日 - 竹林、今泉新田の各一部が宇都宮市へ編入される。
  - 6月25日 - 平石村の一部（上平出の一部）を編入する。
- 1953年（昭和28年）6月1日 - 竹林、今泉新田の各一部が宇都宮市へ編入される。
- 1954年（昭和29年）11月1日 - 国本村、城山村、富屋村、篠井村の一部とともに宇都宮市へ編入され消滅。

## 施設
- 豊郷村立豊郷北小学校（現：宇都宮市立豊郷北小学校）
- 豊郷村立豊郷中学校（現：宇都宮市立豊郷中学校）

## 名所・旧跡
- 長岡百穴古墳
- 瓦塚古墳群
- 谷口山古墳
- 北山古墳群
- 権現山古墳
- 雷電山古墳
- 宮下古墳